# HD 94650
HD 94650，又名CP-70 1246，SAO 256770、HR 4262，是一颗恒星，视星等为5.99，位于銀經293.45，銀緯-10.05，其B1900.0坐标为赤經10h 50m 25.2s，赤緯-70° -10.05′ 15″。